# Hellas Verona Football Club 2016-2017
Questa voce raccoglie le informazioni riguardanti l'Hellas Verona Football Club nelle competizioni ufficiali della stagione 2016-2017.

## Stagione
Alla vigilia del campionato di Serie B 2016-2017 il Verona, allenato da Fabio Pecchia e assemblato dal neo direttore sportivo Filippo Fusco, venne indicato dagli esperti come il principale favorito per la vittoria finale.  Nel girone di andata il Verona, desideroso di riscattare la pessima stagione di Serie A appena conclusa, ha rispettato le previsioni iniziali conquistando il titolo di campione d'inverno con 41 punti dopo aver battuto (3-0) il Cesena al Bentegodi. Meno buoni i risultati ottenuti nella seconda metà della stagione, i gialloblù hanno perso il primato a causa di alcune partite disputate sottotono. Si giova del calo degli scaligeri soprattutto la SPAL che chiude poi il torneo al primo posto con 78 punti. L'Hellas è riuscita comunque a conservare quantomeno il secondo posto con la vittoria (3-2) nel pirotecnico Derby del Veneto con il Vicenza alla quartultima giornata e a conquistare la promozione diretta nell'ultima giornata, grazie al pareggio (0-0) ottenuto in casa sempre del Cesena, chiudendo il campionato a quota 74 punti alla pari con il Frosinone ma in vantaggio rispetto ai ciociari negli scontri diretti. L'Hellas torna quindi in Serie A dopo un solo anno di purgatorio.
Il miglior marcatore della stagione scaligera risulta Pazzini, giunto all'inizio della stagione precedente, che firmando 23 reti vince nettamente anche la classifica marcatori della Serie B.

## Divise e sponsor
Per la quarta stagione consecutiva lo sponsor tecnico è Nike, dal cui catalogo sono tratte le tre divise scelte dal club scaligero, che ne ha successivamente curato la personalizzazione. Secondo la prassi inaugurata con l'inizio della partnership con l'azienda americana, i colori delle maglie adottano una gradazione più scura rispetto a quelli tradizionalmente legati all'Hellas.
La prima maglia presenta un motivo frontale a strisce orizzontali gialle e blu (soluzione già adottata dal Verona nella stagione 1931-32) che prosegue anche sulle maniche e sulla parte bassa del dorso (ove la parte superiore è invece monocromatica blu). Ad essa si abbinano calzoncini blu decorati da una fascia laterale gialla e calzettoni egualmente blu. Le personalizzazioni sono di colore giallo, mentre i marchi degli sponsor sono bianchi (fatto salvo lo swoosh Nike, blu).
La seconda maglia è gialla, con colletto e risvolti delle maniche blu, raccordati da fasce blu lungo le spalle. Sulla parte inferiore sinistra del torso è stampigliato in sublimatico lo scudetto crociato, emblema araldico della città di Verona. Gialli con finiture blu sono anche pantaloncini e calzettoni, mentre le personalizzazioni e i marchi degli sponsor sono blu).
Completamente blu si presenta infine il terzo completo, mentre il giallo è relegato alle personalizzazioni e ad alcuni dettagli (fasce laterali dei calzoncini).
Main sponsor di maglia è Metano Nord, cui si abbinano alternativamente i co-sponsor Extrem3 e SEC. Per la terza stagione consecutiva, numerazione e nomi dei calciatori impressi sulle maglie adottano un carattere tipografico creato ad hoc dalla società scaligera su indicazione di un sondaggio condotto tra i tifosi nel 2014 e denominato Preben Larsen Elkjaer (in onore di uno dei giocatori-simbolo del club nella seconda metà degli anni 1980).
| Casa | Trasferta | Terza divisa | 1ª div. portiere | 2ª div. portiere | 3ª div. portiere |

## Rosa
| N. |                      | Ruolo | Calciatore              |
| -- | -------------------- | ----- | ----------------------- |
| 1  | Brasile (bandiera)   | P     | Nícolas                 |
| 2  | Italia (bandiera)    | C     | Rômulo                  |
| 3  | Italia (bandiera)    | D     | Eros Pisano             |
| 4  | Italia (bandiera)    | D     | Matteo Bianchetti       |
| 5  | Svezia (bandiera)    | D     | Filip Helander          |
| 5  | Romania (bandiera)   | D     | Deian Boldor            |
| 6  | Italia (bandiera)    | D     | Michelangelo Albertazzi |
| 7  | Italia (bandiera)    | C     | Federico Viviani        |
| 7  | Italia (bandiera)    | C     | Gennaro Troianiello     |
| 8  | Italia (bandiera)    | C     | Marco Fossati           |
| 9  | Italia (bandiera)    | A     | Simone Ganz             |
| 10 | Italia (bandiera)    | A     | Davide Luppi            |
| 11 | Italia (bandiera)    | A     | Giampaolo Pazzini       |
| 12 | Italia (bandiera)    | P     | Ferdinando Coppola      |
| 13 | Polonia (bandiera)   | C     | Paweł Wszołek           |
| 13 | Italia (bandiera)    | D     | Nicolò Cherubin         |
| 14 | Argentina (bandiera) | C     | Franco Zuculini         |
| 15 | Italia (bandiera)    | D     | Andrea Badan            |
| 16 | Italia (bandiera)    | C     | Luca Checchin           |
| 16 | Italia (bandiera)    | C     | Enzo Maresca            |

| N. |                       | Ruolo | Calciatore            |
| -- | --------------------- | ----- | --------------------- |
| 17 | Italia (bandiera)     | A     | Ernesto Torregrossa   |
| 17 | Slovacchia (bandiera) | C     | Simon Stefanec        |
| 18 | Francia (bandiera)    | D     | Samuel Souprayen      |
| 19 | Italia (bandiera)     | C     | Leandro Greco         |
| 20 | Italia (bandiera)     | C     | Mattia Zaccagni       |
| 21 | Argentina (bandiera)  | A     | Juanito Gómez         |
| 22 | Italia (bandiera)     | P     | Enrico Vencato        |
| 23 | Algeria (bandiera)    | A     | Mohamed Fares         |
| 24 | Brasile (bandiera)    | C     | Daniel Bessa          |
| 25 | Italia (bandiera)     | A     | Pierluigi Cappelluzzo |
| 26 | Italia (bandiera)     | A     | Luca Siligardi        |
| 27 | Italia (bandiera)     | C     | Mattia Valoti         |
| 28 | Italia (bandiera)     | D     | Davide Riccardi       |
| 28 | Italia (bandiera)     | D     | Alex Ferrari          |
| 29 | Slovacchia (bandiera) | A     | Ľubomír Tupta         |
| 30 | Italia (bandiera)     | D     | Antonio Caracciolo    |
| 31 | Italia (bandiera)     | P     | Lorenzo Ferrari       |
| 32 | Italia (bandiera)     | D     | Nicolò Casale         |
| 33 | Argentina (bandiera)  | C     | Bruno Zuculini        |

## Calciomercato

### Sessione estiva(dal 1º luglio al 31 agosto)
| Acquisti | Acquisti                   | Acquisti          | Acquisti                                          |
| R.       | Nome                       | da                | Modalità                                          |
| -------- | -------------------------- | ----------------- | ------------------------------------------------- |
| P        | Lorenzo Ferrari            | Rimini            | fine prestito                                     |
| P        | Nícolas                    | Trapani           | fine prestito                                     |
| P        | Rafael                     | Cagliari          | fine prestito                                     |
| P        | Andrea Tosi                | San Martino Speme | prestito con opzione                              |
| D        | Rayyan Baniya              | Modena            | definitivo                                        |
| D        | Deian Boldor               | Bologna           | prestito con diritto di riscatto e controriscatto |
| D        | Filippo Boni               | Prato             | fine prestito                                     |
| D        | Simone Calvano             | Tuttocuoio        | fine prestito                                     |
| D        | Antonio Caracciolo         | Brescia           | definitivo                                        |
| D        | Nicolò Cherubin            | Bologna           | prestito con obbligo di riscatto                  |
| D        | Alejandro Damián González  | Ternana           | fine prestito                                     |
| D        | Harallamb Qaqi             | Partizani Tirana  | fine prestito                                     |
| C        | Daniel Bessa               | Inter             | prestito con obbligo di riscatto                  |
| C        | Lazaros Christodoulopoulos | Sampdoria         | fine prestito                                     |
| C        | Marco Fossati              | Cagliari          | prestito                                          |
| C        | Dimitrios Kyriakopoulos    |                   | definitivo                                        |
| C        | Simon Laner                | Chiasso           | fine prestito                                     |
| C        | Enzo Maresca               | Palermo           | svincolato                                        |
| C        | Alimeyaw Salifù            | Latina            | fine prestito                                     |
| C        | Gennaro Troianiello        | Salernitana       | definitivo                                        |
| C        | Mattia Valoti              | Livorno           | fine prestito                                     |
| C        | Mattia Zaccagni            | Cittadella        | fine prestito                                     |
| C        | Franco Zuculini            | Bologna           | svincolato                                        |
| A        | Enrico Bearzotti           | Padova            | fine prestito                                     |
| A        | Pierluigi Cappelluzzo      | Pescara           | fine prestito                                     |
| A        | Simone Ganz                | Juventus          | prestito con diritto di riscatto e controriscatto |
| A        | Alessandro Gatto           | Juve Stabia       | fine prestito                                     |
| A        | Sergiu Jurj                | FCU Craiova       | prestito con diritto di riscatto                  |
| A        | Davide Luppi               | Modena            | definitivo                                        |
| A        | Michael Rabušic            | Slovan Liberec    | fine prestito                                     |
| A        | Riccardo Ravasi            | Pro Patria        | fine prestito                                     |
| A        | David Speziale             | Pro Piacenza      | fine prestito                                     |
| A        | Ernesto Torregrossa        | Trapani           | fine prestito                                     |

| Cessioni | Cessioni                   | Cessioni         | Cessioni                                          |
| R.       | Nome                       | a                | Modalità                                          |
| -------- | -------------------------- | ---------------- | ------------------------------------------------- |
| P        | Pierluigi Gollini          | Aston Villa      | definitivo                                        |
| P        | Richard Marcone            | Trapani          | fine prestito                                     |
| P        | Rafael                     | Cagliari         | definitivo                                        |
| D        | Filippo Boni               | Pistoiese        | prestito                                          |
| D        | Simone Calvano             | Reggiana         | prestito con diritto di riscatto e controriscatto |
| D        | Gilberto                   | Fiorentina       | fine prestito                                     |
| D        | Alejandro Damián González  | Avellino         | prestito                                          |
| D        | Filip Helander             | Bologna          | prestito con obbligo di riscatto                  |
| D        | Hysen Memolla              | Hajduk Spalato   | definitivo                                        |
| D        | Vaggelīs Moras             | Bari             | svincolato                                        |
| D        | Samir                      | Granada          | fine prestito                                     |
| C        | Luca Checchin              | Prato            | prestito                                          |
| C        | Lazaros Christodoulopoulos | AEK Atene        | prestito con obbligo di riscatto                  |
| C        | Urby Emanuelson            | Sheffield Weds   | svincolato                                        |
| C        | Dominik Furman             | Tolosa           | fine prestito                                     |
| C        | Artur Ioniță               | Cagliari         | definitivo                                        |
| C        | Boško Janković             |                  | svincolato                                        |
| C        | Simon Laner                | Modena           | prestito                                          |
| C        | Luca Marrone               | Juventus         | fine prestito                                     |
| C        | Alimeyaw Salifù            | Modena           | definitivo                                        |
| C        | Federico Viviani           | Bologna          | prestito con diritto di riscatto                  |
| C        | Paweł Wszołek              | QPR              | prestito con diritto di riscatto                  |
| A        | Enrico Bearzotti           | Arezzo           | prestito                                          |
| A        | Alessandro Gatto           | Monopoli         | prestito                                          |
| A        | Salvatore Lancia           | Sampdoria        | definitivo                                        |
| A        | Michael Rabušic            | Vysočina Jihlava | definitivo                                        |
| A        | Riccardo Ravasi            | Modena           | definitivo                                        |
| A        | Ante Rebić                 | Fiorentina       | fine prestito                                     |
| A        | Luca Toni                  |                  | fine carriera                                     |
| A        | Ernesto Torregrossa        | Brescia          | prestito                                          |

### Sessione invernale(dal 3 al 31 gennaio)
| Acquisti | Acquisti         | Acquisti          | Acquisti                                |
| R.       | Nome             | da                | Modalità                                |
| -------- | ---------------- | ----------------- | --------------------------------------- |
| D        | Riccardo Brosco  | Latina            | definitivo                              |
| D        | Alex Ferrari     | Bologna           | prestito                                |
| D        | Riccardo Pettinà | AltoVicentino     | prestito                                |
| D        | Giacomo Righetti | Caldiero          | prestito                                |
| C        | Daniel Bessa     | Verona            | riscatto del cartellino (1,2 milioni €) |
| C        | Simon Stefanec   | Slovan Bratislava | riscatto comproprietà                   |
| C        | Bruno Zuculini   | Manchester City   | prestito                                |

| Cessioni | Cessioni        | Cessioni | Cessioni      |
| R.       | Nome            | a        | Modalità      |
| -------- | --------------- | -------- | ------------- |
| P        | Enrico Vencato  | Vigasio  | prestito      |
| D        | Riccardo Brosco | Latina   | prestito      |
| D        | Davide Riccardi | Südtirol | prestito      |
| C        | Leandro Greco   | Bari     | definitivo    |
| C        | Enzo Maresca    |          | fine carriera |
| C        | Paweł Wszołek   | QPR      | definitivo    |

## Risultati

### Serie B

#### Girone di andata
| Arbitro: | Minelli (Varese) |

|                                           |           |                    |
| Luppi 11’ Pazzini 17’ Bessa 23’ Gómez 83’ | Marcatori | 12’ (aut.) Nícolas |

| Arbitro: | Pinzani (Empoli) |

|          |           |         |
| Coda 61’ | Marcatori | 6’ Ganz |

| Arbitro: | La Penna (Roma) |

|                         |           |  |
| Falco 38’ Ciciretti 82’ | Marcatori |  |

| Arbitro: | Illuzzi (Molfetta) |

|                                 |           |             |
| Bessa 12’ Pisano 38’ Rômulo 42’ | Marcatori | 36’ Belloni |

| Arbitro: | Abbattista (Molfetta) |

|          |           |                            |
| Mora 58’ | Marcatori | 7’, 66’ Valoti 34’ Pazzini |

| Arbitro: | Sacchi (Macerata) |

|                                |           |  |
| Pazzini 20’ (rig.), 47’ (rig.) | Marcatori |  |

| Arbitro: | Saia (Palermo) |

|  |           |                                              |
|  | Marcatori | 31’ (rig.), 42’ (rig.) Pazzini 37’ Siligardi |

| Arbitro: | Aureliano (Bologna) |

|                         |           |                                     |
| Pazzini 52’, 73’ (rig.) | Marcatori | 22’ And. Caracciolo 55’ Torregrossa |

| Arbitro: | Di Paolo (Avezzano) |

|              |           |                                         |
| Orsolini 71’ | Marcatori | 41’, 89’ Pazzini 65’ Zaccagni 83’ Bessa |

| Arbitro: | Rapuano (Rimini) |

|                                |           |  |
| Bessa 36’ Pazzini 49’ Ganz 73’ | Marcatori |  |

| Pisa 25 ottobre 2016, ore 20:30 CEST 11ª giornata | Pisa                   | 0 – 0 referto | Verona | Stadio Arena Garibaldi-Romeo Anconetani (5 950 spett.)\| Arbitro: \| Manganiello (Pinerolo) \| |
| Arbitro:                                          | Manganiello (Pinerolo) |               |        |                                                                                                |

| Arbitro: | Baroni (Firenze) |

|                          |           |  |
| Siligardi 35’ Valoti 71’ | Marcatori |  |

| Arbitro: | Pinzani (Empoli) |

|                     |           |                                                 |
| Granoche 27’ (rig.) | Marcatori | 16’, 61’ Fossati 31’ (aut.) Datković 89’ Rômulo |

| Arbitro: | Abbattista (Molfetta) |

|  |           |                                                    |
|  | Marcatori | 17’ Casarini 65’ N. Viola 76’ Faragò 87’ Gălăbinov |

| Arbitro: | Ghersini (Genova) |

|                                                        |           |            |
| Iori 19’ F. Scaglia 28’ Litteri 35’, 82’ Benedetti 45’ | Marcatori | 1’ Pazzini |

| Arbitro: | Aureliano (Bologna) |

|             |           |  |
| Pazzini 83’ | Marcatori |  |

| Arbitro: | Manganiello (Pinerolo) |

|                       |           |                             |
| Luppi 13’ Pazzini 43’ | Marcatori | 45’ Nicastro 90+2’ Belmonte |

| Arbitro: | Nasca (Bari) |

|            |           |  |
| Galano 69’ | Marcatori |  |

| Arbitro: | La Penna (Roma) |

|            |           |  |
| Pisano 76’ | Marcatori |  |

| Arbitro: | Pasqua (Tivoli) |

|             |           |               |
| Lasagna 14’ | Marcatori | 45+3’ Pazzini |

| Arbitro: | Chiffi (Padova) |

|                                  |           |  |
| Bessa 20’ Pazzini 28’ Boldor 61’ | Marcatori |  |

#### Girone di ritorno
| Arbitro: | Abbattista (Molfetta) |

|                       |           |  |
| Brosco 10’ Boakye 90’ | Marcatori |  |

| Arbitro: | Pasqua (Tivoli) |

|                       |           |  |
| Pazzini 23’ Luppi 61’ | Marcatori |  |

| Arbitro: | Abisso (Palermo) |

|                             |           |                       |
| Luppi 20’ Rômulo 90’ (rig.) | Marcatori | 11’ Cissè 27’ Lucioni |

| Arbitro: | Serra (Torino) |

|                              |           |  |
| Paghera 50’ (rig.) Verde 60’ | Marcatori |  |

| Verona 20 febbraio 2017, ore 20:30 CET 26ª giornata | Verona              | 0 – 0 referto | SPAL | Stadio Marcantonio Bentegodi (17 192 spett.)\| Arbitro: \| Di Paolo (Avezzano) \| |
| Arbitro:                                            | Di Paolo (Avezzano) |               |      |                                                                                   |

| Arbitro: | Chiffi (Padova) |

|                       |           |  |
| D. Ciofani 15’ (rig.) | Marcatori |  |

| Arbitro: | Illuzzi (Molfetta) |

|                  |           |  |
| Pazzini 14’, 45’ | Marcatori |  |

| Arbitro: | Aureliano (Bologna) |

|  |           |              |
|  | Marcatori | 35’ Zaccagni |

| Verona 13 marzo 2017, ore 20:30 CET 30ª giornata | Verona            | 0 – 0 referto | Ascoli | Stadio Marcantonio Bentegodi (13 507 spett.)\| Arbitro: \| Piccinini (Forlì) \| |
| Arbitro:                                         | Piccinini (Forlì) |               |        |                                                                                 |

| Arbitro: | Minelli (Varese) |

|                |           |            |
| R. Bianchi 42’ | Marcatori | 90+3’ Ganz |

| Arbitro: | Rapuano (Rimini) |

|               |           |               |
| Siligardi 24’ | Marcatori | 83’ Tabanelli |

| Arbitro: | La Penna (Roma) |

|  |           |                         |
|  | Marcatori | 54’ Pazzini 90+4’ Luppi |

| Arbitro: | Nasca (Bari) |

|  |           |                     |
|  | Marcatori | 79’ (rig.) Granoche |

| Arbitro: | Ghersini (Genova) |

|                             |           |                             |
| Macheda 56’ Calderoni 90+2’ | Marcatori | 28’ Siligardi 90+4’ Pazzini |

| Arbitro: | Pinzani (Empoli) |

|                       |           |  |
| Bessa 16’ Pazzini 82’ | Marcatori |  |

| Arbitro: | Manganiello (Pinerolo) |

|  |           |                             |
|  | Marcatori | 35’ Pazzini 79’ B. Zuculini |

| Arbitro: | Sacchi (Macerata) |

|          |           |           |
| Dezi 55’ | Marcatori | 54’ Luppi |

| Arbitro: | Abbattista (Molfetta) |

|                                      |           |                             |
| Siligardi 20’ Bessa 89’ Rômulo 90+5’ | Marcatori | 34’ Bellomo 59’ A. Esposito |

| Arbitro: | Pezzuto (Lecce) |

|                   |           |                     |
| Caputo 55’ (rig.) | Marcatori | 4’ Bessa 10’ Pisano |

| Arbitro: | Pasqua (Tivoli) |

|          |           |             |
| Ganz 83’ | Marcatori | 39’ Letizia |

| Cesena 18 maggio 2017, ore 20:30 CEST 42ª giornata | Cesena          | 0 – 0 referto | Verona | Orogel Stadium-Dino Manuzzi (17 048 spett.)\| Arbitro: \| La Penna (Roma) \| |
| Arbitro:                                           | La Penna (Roma) |               |        |                                                                              |

### Coppa Italia
| Arbitro: | Aureliano (Bologna) |

|                    |           |                |
| Luppi 40’ Ganz 78’ | Marcatori | 20’ A. Letizia |

| Arbitro: | Russo (Nola) |

|                             |           |          |
| Fossati 11’ F. Zuculini 78’ | Marcatori | 62’ Simy |

| Arbitro: | Pairetto (Nichelino) |

|                                                |           |  |
| Di Francesco 31’ Mounier 39’, 86’ Krafth 90+1’ | Marcatori |  |

## Statistiche

### Statistiche di squadra
| Competizione | Punti | In casa | In casa | In casa | In casa | In casa | In casa | In trasferta | In trasferta | In trasferta | In trasferta | In trasferta | In trasferta | Totale | Totale | Totale | Totale | Totale | Totale | D.R. |
| Competizione | Punti | G       | V       | N       | P       | Gf      | Gs      | G            | V            | N            | P            | Gf           | Gs           | G      | V      | N      | P      | Gf     | Gs     | D.R. |
| ------------ | ----- | ------- | ------- | ------- | ------- | ------- | ------- | ------------ | ------------ | ------------ | ------------ | ------------ | ------------ | ------ | ------ | ------ | ------ | ------ | ------ | ---- |
| Serie B      | 74    | 21      | 12      | 7       | 2       | 36      | 17      | 21           | 8            | 7            | 6            | 28           | 23           | 42     | 20     | 14     | 8      | 64     | 40     | +24  |
| Coppa Italia | -     | 2       | 2       | 0       | 0       | 4       | 2       | 1            | 0            | 0            | 1            | 0            | 4            | 3      | 2      | 0      | 1      | 4      | 6      | -2   |
| Totale       | 74    | 23      | 14      | 7       | 2       | 40      | 19      | 22           | 8            | 7            | 7            | 28           | 27           | 45     | 22     | 14     | 9      | 68     | 46     | +22  |

### Andamento in campionato
| Giornata  | 1 | 2 | 3 | 4 | 5 | 6 | 7 | 8 | 9 | 10 | 11 | 12 | 13 | 14 | 15 | 16 | 17 | 18 | 19 | 20 | 21 | 22 | 23 | 24 | 25 | 26 | 27 | 28 | 29 | 30 | 31 | 32 | 33 | 34 | 35 | 36 | 37 | 38 | 39 | 40 | 41 | 42 |
| --------- | - | - | - | - | - | - | - | - | - | -- | -- | -- | -- | -- | -- | -- | -- | -- | -- | -- | -- | -- | -- | -- | -- | -- | -- | -- | -- | -- | -- | -- | -- | -- | -- | -- | -- | -- | -- | -- | -- | -- |
| Luogo     | C | T | T | C | T | C | T | C | T | C  | T  | C  | T  | C  | T  | C  | C  | T  | C  | T  | C  | T  | C  | C  | T  | C  | T  | C  | T  | C  | T  | C  | T  | C  | T  | C  | T  | T  | C  | T  | C  | T  |
| Risultato | V | N | P | V | V | V | V | N | V | V  | N  | V  | V  | P  | P  | V  | N  | P  | V  | N  | V  | P  | V  | N  | P  | N  | P  | V  | V  | N  | N  | N  | V  | P  | N  | V  | V  | N  | V  | V  | N  | N  |
| Posizione | 1 | 2 | 5 | 3 | 2 | 2 | 2 | 2 | 1 | 1  | 1  | 1  | 1  | 1  | 1  | 1  | 1  | 1  | 1  | 1  | 1  | 1  | 1  | 1  | 2  | 3  | 4  | 3  | 3  | 2  | 3  | 3  | 2  | 3  | 3  | 2  | 2  | 2  | 2  | 2  | 2  | 2  |

Fonte:  EVOLUZIONE CLASSIFICA SERIE B 16/17, su transfermarkt.it.
Legenda:

Luogo: C = Casa; T = Trasferta. Risultato: V = Vittoria; N = Pareggio; P = Sconfitta.

### Statistiche dei giocatori
Sono in corsivo i calciatori che hanno lasciato la società a stagione in corso.
| Giocatore      | Serie B  | Serie B | Serie B     | Serie B    | Coppa Italia | Coppa Italia | Coppa Italia | Coppa Italia | Totale   | Totale | Totale      | Totale     |
| Giocatore      | Presenze | Reti    | Ammonizioni | Espulsioni | Presenze     | Reti         | Ammonizioni  | Espulsioni   | Presenze | Reti   | Ammonizioni | Espulsioni |
| -------------- | -------- | ------- | ----------- | ---------- | ------------ | ------------ | ------------ | ------------ | -------- | ------ | ----------- | ---------- |
| M. Albertazzi  | -        | -       | -           | -          | -            | -            | -            | -            | -        | -      | -           | -          |
| A. Badan       | -        | -       | -           | -          | 0            | 0            | 0            | 0            | 0        | 0      | 0           | 0          |
| D. Bessa       | 41       | 8       | 8           | 0          | 1            | 0            | 0            | 0            | 42       | 8      | 8           | 0          |
| M. Bianchetti  | 34       | 0       | 9           | 1          | 3            | 0            | 0            | 0            | 37       | 0      | 9           | 1          |
| D. Boldor      | 9        | 1       | 3           | 0          | 1            | 0            | 1            | 0            | 10       | 1      | 4           | 0          |
| P. Cappelluzzo | 13       | 0       | 1           | 0          | 0            | 0            | 0            | 0            | 13       | 0      | 1           | 0          |
| A. Caracciolo  | 33       | 0       | 2           | 1          | 1            | 0            | 0            | 0            | 34       | 0      | 2           | 1          |
| N. Casale      | 0        | 0       | 0           | 0          | 0            | 0            | 0            | 0            | 0        | 0      | 0           | 0          |
| L. Checchin    | -        | -       | -           | -          | 0            | 0            | 0            | 0            | 0        | 0      | 0           | 0          |
| N. Cherubin    | 5        | 0       | 1           | 0          | -            | -            | -            | -            | 5        | 0      | 1           | 0          |
| F. Coppola     | 0        | 0       | 0           | 0          | 1            | -4           | 0            | 0            | 1        | -4     | 0           | 0          |
| M. Fares       | 14       | 0       | 1           | 1          | 3            | 0            | 0            | 0            | 17       | 0      | 1           | 1          |
| A. Ferrari     | 14       | 0       | 4           | 1          | -            | -            | -            | -            | 14       | 0      | 4           | 1          |
| L. Ferrari     | 0        | 0       | 0           | 0          | 0            | 0            | 0            | 0            | 0        | 0      | 0           | 0          |
| M. Fossati     | 37       | 2       | 13          | 0          | 2            | 1            | 0            | 0            | 39       | 3      | 13          | 0          |
| S. Ganz        | 21       | 4       | 2           | 0          | 3            | 1            | 1            | 0            | 24       | 5      | 3           | 0          |
| J. Gómez       | 16       | 1       | 3           | 0          | 1            | 0            | 0            | 0            | 17       | 1      | 3           | 0          |
| L. Greco       | 1        | 0       | 0           | 0          | 2            | 0            | 1            | 0            | 3        | 0      | 1           | 0          |
| F. Helander    | 0        | 0       | 0           | 0          | 2            | 0            | 0            | 0            | 2        | 0      | 0           | 0          |
| D. Luppi       | 35       | 6       | 3           | 0          | 3            | 1            | 1            | 0            | 38       | 7      | 4           | 0          |
| E. Maresca     | 8        | 0       | 0           | 1          | 1            | 0            | 0            | 0            | 9        | 0      | 0           | 1          |
| Nícolas        | 42       | -40     | 3           | 0          | 2            | -2           | 0            | 0            | 44       | -42    | 3           | 0          |
| G. Pazzini     | 35       | 23      | 7           | 1          | 2            | 0            | 0            | 0            | 37       | 23     | 7           | 1          |
| E. Pisano      | 25       | 3       | 8           | 0          | 2            | 0            | 1            | 0            | 27       | 3      | 9           | 0          |
| D. Riccardi    | 0        | 0       | 0           | 0          | 0            | 0            | 0            | 0            | 0        | 0      | 0           | 0          |
| Rômulo         | 39       | 4       | 5           | 0          | 2            | 0            | 0            | 0            | 41       | 4      | 5           | 0          |
| L. Siligardi   | 31       | 5       | 6           | 0          | 1            | 0            | 0            | 0            | 32       | 5      | 6           | 0          |
| S. Souprayen   | 41       | 0       | 5           | 0          | 1            | 0            | 0            | 0            | 42       | 0      | 5           | 0          |
| S. Stefanec    | 0        | 0       | 0           | 0          | 0            | 0            | 0            | 0            | 0        | 0      | 0           | 0          |
| E. Torregrossa | -        | -       | -           | -          | 0            | 0            | 0            | 0            | 0        | 0      | 0           | 0          |
| G. Troianiello | 14       | 0       | 0           | 0          | 1            | 0            | 0            | 0            | 15       | 0      | 0           | 0          |
| L. Tupta       | 0        | 0       | 0           | 0          | -            | -            | -            | -            | 0        | 0      | 0           | 0          |
| M. Valoti      | 22       | 3       | 4           | 0          | 2            | 0            | 1            | 0            | 24       | 3      | 5           | 0          |
| E. Vencato     | 0        | 0       | 0           | 0          | -            | -            | -            | -            | 0        | 0      | 0           | 0          |
| F. Viviani     | 0        | 0       | 0           | 0          | 1            | 0            | 0            | 0            | 1        | 0      | 0           | 0          |
| P. Wszołek     | -        | -       | -           | -          | 1            | 0            | 0            | 0            | 1        | 0      | 0           | 0          |
| M. Zaccagni    | 26       | 2       | 5           | 1          | 1            | 0            | 1            | 0            | 27       | 2      | 6           | 1          |
| B. Zuculini    | 16       | 1       | 5           | 0          | -            | -            | -            | -            | 16       | 1      | 5           | 0          |
| F. Zuculini    | 14       | 0       | 4           | 0          | 2            | 1            | 0            | 0            | 16       | 1      | 4           | 0          |